# Denis Moles Le Bailly
Denis Moles Le Bailly (Parijs, 5 november 1776 - Brugge, 23 maart 1862) was een Belgisch edelman van Franse afkomst.

## Levensloop
Denis Moles was een zoon van Denis Moles, burger van Parijs, en van Anne Fielding. Hij werd geadopteerd in 1808 door Anne Le Bailly, weduwe van ridder Charles-Jean Dhont de Nieuwburg (1723-1798). Hij droeg sindsdien de familienaam Moles Le Bailly.
Hij trouwde in Brugge in 1833 met Sylvie Dhont (1805-1870), dochter van Jean-Charles Dhont (1772-1821) en van Barbe Pecsteen (1780-1824). Het echtpaar had een kind, hun zoon Emile.
In België verkreeg hij in 1856 erfelijke adelsverheffing. In de week voor zijn dood, werd hij in de Pauselijke Staten benoemd tot erfelijk graaf van het paleis van Lateranen (17 maart 1862). 
Hij was vanaf 1792 soldaat in een Oostenrijks regiment en werd cavaleriekapitein in het tweede regiment ulanen van prins Karel de Sshwartzenberg. Hij nam aan talrijke veldslagen deel en werd achtmaal gekwetst. In de Franse tijd was hij maire van Beveren en onder het Verenigd Koninkrijk der Nederlanden burgemeester van deze gemeente en lid van de Provinciale Staten van de provincie West-Vlaanderen.

## Nakomelingen
- Emile Denis Jean Charles Moles Le Bailly (Brugge, 2 januari 1834 - 4 januari 1906) trouwde in Brugge in 1859 met Leopoldine de Serret (1831-1912), kleindochter van baron Jules de Serret en dochter van Amable de Serret, burgemeester van Geluvelt, en van Caroline de Jacob d'Ougny. Ze kregen negen kinderen, van wie vier dochters vroeg overleden. Hij was bijzonder actief in Brugge, vooral in de muziekverenigingen. Hij was voorzitter van La Réunion Musicale en van Les Artistes Musiciens, ondervoorzitter van de Philharmonie, erevoorzitter, de Symphonie de Dageraad, van de Musicale Maatschappij en van de koormaatschappij De Vriendenkring. Hij was ook ondervoorzitter van Brugge Voorwaarts, een vereniging ter bevordering van het toerisme.
  - Léon Moles le Bailly (1862-1926), pauselijk graaf, trouwde in 1886 met Romanie Ketels en ze hadden een dochter.
  - Emile Hyppolite Denis Léopold Ignace Marie Joseph Ghislain Moles Le Bailly de Serret (Brugge, 3 januari 1864 - Sint-Kruis, 7 februari 1921), die de naam de Serret aan zijn familienaam toevoegde, trouwde in Spa in 1904 met Blanche de Peellaert (1867-1947), dochter van baron Ernest de Peellaert en Marie-Louise van Male de Gorain. Het echtpaar had twee dochters.
    - Marie Moles (1906-1990) bleef het ouderlijk kasteeltje bewonen langs de Moerkerkse Steenweg in Sint-Kruis. Ze was bevriend met Martha Vande Walle, de uitgeefster van Cyriel Verschaeve en trad in haar naam als uitgever op, onder de naam Uitgeverij Voorland, kort na de Tweede Wereldoorlog.
    - Eliane Molès Le Bailly (1908-2009) trouwde in Sint-Kruis in 1935 met Oscar Coomans de Brachène (1915-2003; echtscheiding in 1984), uitgever van de État présent de la noblesse belge.

  - Adolphe-Eugène Moles le Bailly (1870-1926), trouwde met Mathilde De Wolf (1880-1927). Ze hadden twee zoons.
    - Joseph Moles le Bailly (1919-1937), pauselijk graaf.
    - Alfred Moles le Bailly (1921-1922).